# Сімон ван Дорп
Сімон ван Дорп (нід. Simon van Dorp, нар. 10 квітня 1997, Амстердам, Нідерланди) — голландський академічний веслувальник, бронзовий призер Олімпійських ігор 2024 року, призер чемпіонату світу з академічного веслування 2019 року та чемпіонату Європи з академічного веслування 2019 року. Учасник літніх Олімпійських ігор 2020 року в дисципліні вісімка серед чоловіків.

## Життєпис
Сімон ван Дорп народився 10 квітня 1997 року в місті Амстердам, провінція Північна Голландія. Професійну кар'єру весляра розпочав з 2011 року, тренувавшись на базі клубу «RV Willem III» в Амстердамі. Навчається в університеті Вашингтону за спеціальністю — політичні науки. Тимчасово припинив навчання з 2019 року заради підготовки до змагань на літніх Олімпійських іграх 2020 року.
Першими змаганнями міжнародного рівня, на яких ван Дорп здобув нагороду, був чемпіонат світу з академічного веслування 2019 року в австрійському Оттенсгаймі. У фінальному запливі вісімок з результатом 5:19.96 голландські веслувальники зайняли друге місце, поступившись суперникам з Німеччини (5:19.41 — 1-е місце), але випередивши команду з Великої Британії (5:22.35 — 3-е місце).

## Виступи на Олімпіадах
| Олімпіада  | Дисципліна | Місце |
| ---------- | ---------- | ----- |
| Токіо 2020 | вісімки    | 5     |
| Париж 2024 | одиночки   | 3     |